# Colombiaanse parlementsverkiezingen 1998
In maart 1998 werden er in Colombia congresverkiezingen gehouden die werden gewonnen door de Colombiaanse Liberale Partij (Partido Liberal Colombiano).
| Partij                                                             | % Kamer | Zetels Kamer | % Senaat | Zetels Senaat |
| ------------------------------------------------------------------ | ------- | ------------ | -------- | ------------- |
| Colombiaanse Liberale Partij (Partido Liberal Colombiano)          | 47,8%   | 98           | 46,8%    | 51            |
| Colombiaanse Conservatieve Partij (Partido Conservador Colombiano) | 14,0%   | 52           | 11,4%    | 26            |
| Andere partijen                                                    | 38,2%   | 11           | 41,8%    | 25            |